# Abracadabra (bài hát của Lady Gaga)
"Abracadabra" là một bài hát của nữ ca sĩ kiêm nhạc sĩ người Mỹ Lady Gaga do Interscope Records phát hành vào ngày 3 tháng 2 năm 2025. Đây là đĩa đơn thứ hai nằm trong album phòng thu thứ tám sắp tới Mayhem (2025) của cô. Ca khúc mang âm hưởng dance-pop cùng hình ảnh sân khấu được so sánh với các tác phẩm trước đây của cô. "Abracadabra" đã lọt vào top 30 ở các bảng xếp hạng tại Đức, Ireland, Lithuania và Vương quốc Anh. Video ca nhạc của bài hát được công chiếu trong lễ trao giải Grammy lần thứ 67.

## Nhạc và lời
"Abracadabra" là một ca khúc thuộc thể loại dance-pop chủ đạo pha trộn với các thể loại nhạc điện tử và house. Bài hát có giai điệu mạnh mẽ, âm thanh synthesizer đầy mê hoặc cùng giọng ca kịch tính, gợi nhớ đến những bản hit đầu tiên của Gaga. Một số nhà báo đã so sánh phong cách của nó với các giai đoạn The Fame Monster (2009) và Chromatica (2020) của cô, với một nét tối tăm và bi tráng. Một phần giai điệu trong "Abracadabra" được sử dụng từ bài hát "Spellbound" của Siouxsie and the Banshees.
Xuyên suốt bài hát, cụm từ abracadabra được sử dụng để ẩn dụ cho phép thuật, và hình ảnh "quý cô mặc váy đỏ" được nhắc đến, thứ mà Gaga miêu tả là biểu tượng của "mọi điều thách thức bạn và khiến bạn tự hỏi liệu mình có thể vượt qua được không". Cô giải thích thêm, "Theo nhiều cách, bài hát nói về việc làm sao để đối mặt với thách thức đó từ bên trong chính mình, và thường thì thế giới xung quanh ta cũng có thể phản chiếu điều đó. Tôi muốn khám phá câu hỏi: 'Cảm giác sẽ như thế nào khi được phát triển thay vì chỉ tồn tại mãi?'".

## Phát hành và quảng bá
Sau khi Gaga công bố nhan đề album thứ tám vào ngày 27 tháng 1 năm 2025, có thông tin cho rằng cô sẽ ra mắt đĩa đơn mới cùng video tại Giải Grammy lần thứ 67 vào ngày 2 tháng 2. Theo Variety, "Abracadabra" là một bài hát nhạc dance có nhịp độ nhanh.

## Đánh giá chuyên môn
"Abracadabra" nhận được nhiều phản hồi tích cực từ giới phê bình, họ ca ngợi khâu sản xuất, năng lượng và đoạn điệp khúc bắt tai. Nhiều người ví ca khúc này với những tác phẩm đầu tay của Gaga, đồng thời nhấn mạnh sự ảnh hưởng từ dòng nhạc dance-pop cuối thập niên 2000, cũng như sự tiếp nối của âm thanh điện tử đen tối được khám phá trong "Disease". Larisha Paul từ Rolling Stone nhận xét rằng Gaga "luôn khai thác kiến thức của mình về lịch sử âm nhạc" và mô tả ca khúc này như "một màn trình diễn đánh dấu sự trở lại của cô với dòng nhạc dark pop, tôn vinh những ảnh hưởng đã định hình nên sự nghiệp của cô. Robin Murray của Clash đã mô tả "Abracadabra" như "một tác phẩm nhạc pop đầy cuốn hút, chuyển đổi từ sáng đến tối với sự điều khiển điêu luyện". Biên tập viên Alessandro Viapiana từ tạp chí L'Officiel đã nhấn mạnh "nhịp điệu sắc bén và những giai điệu tổng hợp âm thanh dồn dập, đi kèm với giọng hát lôi cuốn dường như gợi lên một nghi thức." Kyle Denis từ Billboard mô tả ca khúc này là một "bản dance-pop mới đầy bùng nổ" và nhấn mạnh vào "cường độ cao" của bài, đồng thời chỉ ra rằng nhạc phẩm được phát triển dựa trên những yếu tố điện tử đen tối đã xuất hiện trong ca khúc trước đó của cô, "Disease".
Trong bài đánh giá, tạp chí DIY viết: "Không nhầm lẫn được—Lady Gaga đã trở lại. Đĩa đơn mới nhất của cô, 'Abracadabra', là một bản hit dance sôi động không giới hạn, đưa chúng ta thẳng về thời kỳ The Fame Monster cuối thập niên 2000", đồng thời nhấn mạnh rằng ca khúc xoay quanh "một đoạn điệp khúc ngẫu hứng khéo léo nhưng cũng vô cùng bắt tai, khiến người nghe không thể cưỡng lại được." Jenesaispop chọn "Abracadabra" là ca khúc của ngày 3 tháng 2 năm 2025, nhận định rằng bài hát "giống như bước chân ngược thời gian trở lại năm 2009, nhưng được nâng tầm với phần sản xuất tinh xảo như nhắm vào thời đại mới", đồng thời miêu tả đây là "một bản electropop đen tối đích thực, mang đậm phong cách kinh điển của Gaga". Walden Green của Pitchfork nhận xét rằng Gaga chưa bao giờ phát hành ca khúc nào "xuất sắc đến thế" kể từ "G.U.Y." năm 2013, đồng thời anh viết: "'Abracadabra' mang đến một đoạn hook chặt chẽ như latex đúng chất Born This Way, dù khi nghe kỹ sẽ thấy dấu vết của một sự tái định hình nghệ thuật trong hơn một thập kỷ: một chút Chromatica trong tiếng piano house, cùng với màn thể hiện giọng hát hết công suất xuất phát rõ ràng từ quá trình đào tạo sân khấu bài bản."
Bustle nhận xét rằng ca khúc này là  "cú nổ trên sàn nhảy được chế tác riêng cho người hâm mộ của cô", và nhấn mạnh rằng "như tiêu đề đã gợi ý, Gaga đã tạo nên một phép màu với đĩa đơn mới, ra lệnh cho người nghe nhảy múa suốt đêm dài." Trong bài đánh giá trên PinkNews, Marcus Wratten nhận định rằng "bài hát chạm đến đỉnh cao với đoạn điệp khúc mang đậm nét cảm hứng từ Europop, tiếp đó là một đoạn hậu điệp khúc tràn đầy sức sống, trong đó Gaga lặp lại tựa đề qua một cú pháp được phân mảnh." Trong khi đó, tờ Milenio nhận định rằng tác phẩm vẫn "giữ nguyên phong cách pop-rock, đan xen những khoảnh khắc tĩnh lặng và các đoạn hát cappella đặc trưng riêng của Gaga".

## Diễn biến thương mại
Vào ngày phát hành, "Abracadabra" đã ghi nhận 4,92 triệu lượt phát trên Spotify, đánh dấu màn ra mắt lớn nhất của Gaga trên nền tảng này với một ca khúc đơn ca. Đến ngày 8 tháng 2, bài hát đã vươn lên vị trí á quân trên bảng xếp hạng Spotify toàn cầu với 8,45 triệu lượt phát.
Tại Anh Quốc "Abracadabra" đã đứng ở vị trí thứ sáu trên UK Singles Chart chỉ sau bốn ngày ra mắt, đánh dấu ca khúc thứ 17 lọt vào top 10 của Gaga tại quốc gia này và là bài hát thứ ba từ album Mayhem chỉ sau "Die with a Smile" và "Disease".

## Video ca nhạc

### Phát triển
Video ca nhạc cho "Abracadabra" do chính Gaga cùng với Parris Goebel và Bethany Vargas làm đạo diễn. Video được công chiếu trên kênh YouTube chính thức của Lady Gaga vào khoảng thời gian quảng cáo với MasterCard tại Lễ trao giải Grammy lần 67 (tức ngày 3 tháng 2 năm 2025) và sau đó được phát hành trên các nền tảng kỹ thuật số. Gaga giải thích rằng ý tưởng cho video bắt nguồn sau khi quay "Disease", khi cô và Goebel thảo luận về việc tiếp tục cốt truyện của album, khám phá "những mặt đối lập trong chính mình vốn gây mâu thuẫn nhưng vẫn không ngừng tranh luận". Quá trình sáng tạo, chuẩn bị bối cảnh và tập luyện kéo dài khoảng ba tuần, trong khi buổi quay chính thức diễn ra trong hai ngày tại một studio ở Santa Monica vào đầu tháng 12 năm 2024. Gaga nhấn mạnh tính bền vững chính là yếu tố then chốt trong sản xuất video, cô đảm bảo chỉ sử dụng nguyên vật liệu cần thiết và hạn chế tối đa việc sản xuất mới. Nhiều trang phục trắng được tái chế từ váy cưới cũ, sử dụng vải tồn kho và chất liệu dư thừa từ các dự án trước đó của cô.

### Nội dung
MV mở đầu với cảnh Gaga hóa thân thành nhân vật mang tên Mayhem, đứng trên tầng cao của một căn phòng sang trọng, khoác lên mình bộ trang phục latex đỏ đính đinh gai. Cô tuyên bố: "The category is dance or die", sau đó khởi động màn trình diễn vũ đạo mãnh liệt với sự tham gia của bốn mươi vũ công mặc đồ trắng. Trong suốt video, hai phiên bản của Gaga xuất hiện luân phiên: phiên bản mặc đồ trắng tràn đầy năng lượng cuồng nhiệt, trong khi phiên bản mặc đồ đỏ lại điềm tĩnh hơn, tượng trưng cho cuộc đối đầu vũ đạo giữa ánh sáng và bóng tối.
Gaga lý giải rằng ý tưởng của video xoay quanh việc "sẵn sàng đối mặt với thử thách", trong khi Mayhem thách thức khán giả "nhảy múa như là một vấn đề sinh tồn". Cô cũng miêu tả phần hình ảnh như một yếu tố bổ trợ cho bài hát, khẳng định: "Khi lần đầu nghe 'Abracadabra', bạn có thể tự hỏi: 'Bài này nói về điều gì vậy? Nghe thì vui tai, nhưng ý nghĩa thực sự là gì?'. Với tôi, xem video sẽ giúp cho mọi thứ rõ ràng hơn —đó là về việc tiến lên phía trước." Cùng với Goebel, người biên đạo cho video, Gaga đã công bố cuộc thi Priceless Experience hợp tác với Mastercard, cho phép người hâm mộ xuất hiện trong một video đặc biệt. Để tham gia, người hâm mộ cần thực hiện vũ đạo của video và đăng tải lên mạng xã hội kèm hashtag #MastercardGagaContest.

### Đón nhận
Denis của Billboard cho rằng đoạn clip gợi nhớ đến tác phẩm "Bad Romance" với "màn trình diễn  giao thoa đầy tinh tế của nhiều loại hình nghệ thuật khác nhau" và phong cách thời trang cao cấp. Paul từ Rolling Stone mô tả video như "một sự bùng nổ của sự hỗn loạn và vận động", đồng thời đánh giá cao màn vũ đạo ngông cuồng trong video, lưu ý rằng "phong cách thẩm mỹ của video củng cố khái niệm về sự hỗn loạn và, gợi nhớ đến thời kỳ The Fame Monster với phong cách hình ảnh u ám và đầy sự cá tính." Green của Pitchfork nhận xét rằng giống như video âm nhạc cho "Disease", đó là "một sản phẩm cao cấp với phong cách hoàn hảo. Gaga vẫn luôn vượt lên trên mức trung bình của một ngôi sao nhạc pop; đối thủ thực sự của cô là những bóng ma từ quá khứ của chính mình." Eva Blanco Medina của Vogue España ca ngợi phần mở đầu ấn tượng, để ý rằng video bắt đầu với một thông điệp rõ ràng: "Nhảy hoặc chết," tạo tiền đề cho một "màn trình diễn vũ đạo đầy sôi động." Daniel Welsh từ HuffPost UK tuyên bố đây là "một trong những video âm nhạc hay nhất trong sự nghiệp của cô."

## Bảng xếp hạng
| Bảng xếp hạng (2025)                     | Vị trí cao nhất |
| ---------------------------------------- | --------------- |
| Úc (ARIA)                                | 50              |
| Phần Lan (Suomen virallinen lista)       | 50              |
| Đức (GfK)                                | 26              |
| Ireland (IRMA)                           | 15              |
| Ý (FIMI)                                 | 40              |
| Litva (AGATA)                            | 27              |
| Hà Lan (Single Top 100)                  | 47              |
| New Zealand Hot Singles (RMNZ)           | 3               |
| Thụy Điển Heatseeker (Sverigetopplistan) | 1               |
| Anh Quốc (OCC)                           | 6               |

## Chứng nhận
| Quốc gia | Chứng nhận | Số đơn vị/doanh số chứng nhận |
| --- | ---------- | ----------------------------- |
| Canada (Music Canada)                                                                                       | Vàng       | 40.000‡                       |
| Pháp (SNEP)                                                                                                 | Vàng       | 100.000‡                      |
| Ba Lan (ZPAV)                                                                                               | Vàng       | 25.000‡                       |
| Bồ Đào Nha (AFP)                                                                                            | Vàng       | 5.000‡                        |
| Anh Quốc (BPI)                                                                                              | Bạc        | 200.000‡                      |
| Phát trực tuyến                                                                                             |            |                               |
| Hy Lạp (IFPI Hy Lạp)                                                                                        | Vàng       | 1.000.000                     |
| ‡ Chứng nhận dựa theo doanh số tiêu thụ và phát trực tuyến. · Chứng nhận dựa theo doanh số phát trực tuyến. |            |                               |

## Lịch sử phát hành
| Khu vực | Ngày               | Định dạng                       | Hãng đĩa   | Ct     |
| ------- | ------------------ | ------------------------------- | ---------- | ------ |
| Nhiều   | 3 tháng 2 năm 2025 | Tải kỹ thuật số phát trực tuyến | Interscope | [ 47 ] |
| Ý       | 3 tháng 2 năm 2025 | Radio airplay                   | Universal  | [ 48 ] |